# Лончаровці
Лончаровці (словен. Lončarovci) — поселення в общині Моравське Топлице, Помурський регіон, Словенія. Висота над рівнем моря: 285,2 м.